# 科尔迪茨城堡
科尔迪茨城堡（德語：Schloss Colditz）位于德国萨克森州科尔迪茨茨維考穆爾德河河畔，曾在一百余年的时间内被用作囚犯工厂和精神病院。第二次世界大战期间，纳粹德国党卫军将其改造成为当时德国境内唯一的高安全战俘营。